# Divinolândia (ort)
Divinolândia är en ort i Brasilien.   Den ligger i kommunen Divinolândia och delstaten São Paulo, i den sydöstra delen av landet, 700 km söder om huvudstaden Brasília. Divinolândia ligger 1 057 meter över havet och antalet invånare är 11 209.
Terrängen runt Divinolândia är kuperad. Närmaste större samhälle är São José do Rio Pardo, 17,1 km väster om Divinolândia.
Omgivningarna runt Divinolândia är en mosaik av jordbruksmark och naturlig växtlighet. Runt Divinolândia är det ganska tätbefolkat, med 129 invånare per kvadratkilometer.